# 安德烈·伊格纳季耶维奇·科夫通-斯坦科维奇
安德烈·伊格纳季耶维奇·科夫通-斯坦科维奇（1900年10月10日—1986年8月31日），苏联少将（1945年4月20日）。1945年曾任苏军奉天警备司令。

## 早年
1917年进入彼得格勒林业学院。1919年夏天，第二学年课程结束后，在切爾尼戈夫省索斯尼茨基地区实习，负责私有林国有化的党的负责人，但由于邓尼金部队的进攻而停止了工作。

## 军事生涯

### 苏俄内战期间
1919年10月11日应征参加苏俄红军，分配到步兵第44师第394普拉斯顿团，任红军战士、第三营副官、团副官、连长和营长，参加了在切尔尼戈夫省和基輔省对抗邓尼金和彼得留拉指挥的白军部队的作战行动，以及在基辅别尔季切夫、拉多梅什利、盧茨克、沃伦州沃洛德米尔和赫魯別舒夫的苏波战争。
1920年，加入了俄国共产党（布尔什维克）。
1921年2月任普拉斯顿第132旅助理参谋长，3月27日任普拉斯顿第394团副官，并参加了在沃伦打击黑帮的战斗。1921年4月28日，作为林业专家复员，之后在切尔尼戈夫省的科尔科夫斯基林业局担任林务员。

### 两次世界大战之间
1922年3月19日 ，被重新征召参加红军，被派往第2骑兵师红色哥萨克第10团任政治哥萨克，10月任团部政委。该团解散后，于11月调往红色哥萨克第7团，担任排长兼代理参谋长，12月参加了切爾尼戈夫州剿匪战斗。以及1923年春季和夏季在利京、列季切夫和赫米利尼克地区对抗雅科夫·瓦西里耶维奇·加尔切夫斯基匪帮。1924年，该团更名为切尔沃诺哥萨克第9团任团参谋长。1925年12月调任红色哥萨克第7团参谋长。1926年9月该团代理团长。1926年以校外函授生身份考入骑兵师范学校。
1927年1月，在本人的要求下，从军队退伍进入预备役，此后他担任赫梅利尼茨基州卡梅涅茨-波多利斯克地区安东尼尼村农业人民委员部安东尼斯基国家纯种国营农场的经理，1928年7月任舍佩托夫斯基区集体农庄联盟主席。
1929年从新切尔卡斯克指挥人员骑兵高级训练班毕业。
1930年5月担任亚速-黑海渔业公司经理，从1931年1月任在哈尔科夫的乌克兰鱼类养殖站副主任和主任，1933年2月任在阿穆爾河畔尼古拉耶夫斯克的下阿穆尔渔业公司经理。1934年9月任皮里亚金斯克机械和拖拉机站站长。
1936年在新切爾卡斯克重新完成了指挥人员骑兵高级训练班。
1937年4月起，他担任烏克蘭共產黨（布尔什维克）地区委员会书记，1938年9月担任地区林业企业工程师兼主任，1939年9月担任地区行政主管。
1940年2月再次应征加入红军，任恰帕耶夫斯卡亚步兵第25师司令部第一（作战）科助理参谋长，1940年5月3日师部侦察科科长。
1941年，从伏龙芝军事学院函授课程毕业。 

### 伟大的卫国战争期间
1941年6月战争开始后，第25步兵师作为第14步兵军的一部分，在卡胡尔至基利亚的普魯特河和多瑙河上进行防御作战行动。从比萨拉比亚撤退期间，该师面对包围威胁，科夫通-斯坦科维奇上尉带着预备队确保主力部队从德涅斯特-沙雷格勒支线撤出后乘车前往敖德萨。在国营农场附近单独作战的切尔沃尼·马亚克被任命为第287步兵团团长，此后他参加了敖德萨地区的防御作战行动。1941年10月下旬撤离敖德萨并撤到克里木后，科夫通-斯坦科维奇少校被任命为步兵第25师司令部第二（情报）科科长，并于11月至12月担任该部部长。担任塞瓦斯托波尔东北区防长，随后在巴拉克拉瓦區执行作战任务，12月被任命为滨海独立集团军司令部作战部部长。
从塞瓦斯托波尔撤离到新罗西斯克后，科夫通-斯坦科维奇在北高加索方面军指挥下，与N.I.克雷洛夫少将和黑海舰队参谋长的小组一起工作，基于塞瓦斯托波尔防御的经验制定组织地面部队和海军之间的协同。
1942年8月，任第44集团军作战部部长、副参谋长，参加高加索战役期间的防御作战。12月底被任命为第46集团军作战副参谋长，1943年4月担任作战部副部长、军参谋长，参加了在北高加索地区击败德军的行动。1943年3月11日，苏军推进到特罗伊茨卡亚以南地区的库班普拉夫尼，并在那里采取防御阵地。1943年8月第46集团军参加了顿巴斯进攻战役和第聂伯河战役，之后在第聂伯罗捷尔任斯克以东的第聂伯河守住了桥头堡，后在克里沃罗格进攻战役。
1943年11月28日任步兵第297师师长，该师很快参加了基洛沃格勒进攻战役。根据1944年1月8日最高统帅部的命令，该师被授予“基洛沃格勒”的荣誉称号，以表彰其在攻占基洛沃格勒的战斗中的战绩。3月至4月该师参加了乌曼-博托沙尼进攻战役，强渡南布格河和德涅斯特河，进入比萨拉比亚。4月在普鲁特渡河占领了桥头堡。10月参加德布勒森进攻战役，在蒂萨渡河并占领了琼格勒市北部和西北部地区的桥头堡。10月起该师参加了布达佩斯进攻战役，1945年1月21日科夫通-斯坦科维奇上校受伤转入医院治疗，3月康复后返任步兵第297师师长，参加了维也纳战役和布拉格战役。由于在布达佩斯以西的Värtäšhedyieg山脉突破敌军防御，攻占埃斯泰尔格、内斯梅、费尔谢加拉、塔塔等城市的战斗中，该师被授予二级博赫丹·赫梅利尼茨基勋章。
1945年6月该师从捷克斯洛伐克的卡普利采营地行进到罗马尼亚，7月科夫通-斯坦科维奇少将被召回莫斯科，然后被分配到外贝加尔方面军军事委员会检查步兵部队。苏日战争期间任方面军司令部代表被派遣到第36集团军司令部，随先遣支队参加了海拉尔进攻战役。返回方面军司令部后，接到新任务空降奉天并于8月21日就任奉天警备司令。
战争期间，最高统帅的致谢令中十次提及安德烈·伊格纳季耶维奇·科夫通-斯坦科维奇少将。

### 战后生涯
1946年5月任外贝加尔-阿穆尔军区步兵第12师师长，未到任。1946年6月调任驻白拉亚·采尔科夫的近卫第100空降师师长。
1949年4月，进入以伏罗希洛夫命名的高等军事学院学习高等学术课程。1950年6月被任命为敖德萨军区近卫步兵第28师师长。1952年5月至1953年6月任北高加索军区后勤副主任， 1956年5月任步兵第45特别军后勤主任。
1956年11月起调入敖德萨军区，1957年3月任喀尔巴阡军区特种部队后勤处处长，同年10月至第13集团军后勤参谋长。1958年1月11日因病退役，此后积极开展青少年军事爱国主义教育工作。

## 奖项
- 三枚红旗勋章（1942年2月10日、1942年6月30日、1953年3月11日[7]）；
- 两次二级苏沃洛夫勋章（1944年2月22日、1945年4月28日）；
- 二级库图佐夫勋章（08/31/1945）；
- 二级博赫丹·赫梅利尼茨基勋章（1943 年 1 月 11 日）；
- 一级卫国战争勋章(04/06/1985 [8] );
- 红星勋章(06/20/1949 [7] );

奖章：
- “因军功”（11/03/1944 [7]）
- “保卫敖德萨”（1942年12月22日）
- “保卫塞瓦斯托波尔”（1942年12月22日）；
- “保卫高加索”（05/01/1944）；
- “为了在 1941 年至 1945 年卫国战争中战胜德国。“（1945 年 5 月 9 日）；
- “为了战胜日本”（09.30.1945）；
- “攻占布达佩斯”（06/09/1945）；
- “为了占领维也纳”（06/09/1945）；
- “苏联武装部队退伍军人”（1976年）；
- 徽章“在苏共50年”。

最高统帅的命令（致谢），其中提到了科夫通-斯坦科维奇：
- 为了占领乌克兰的地区和大型工业中心，基洛沃格勒市 - 敌方防御最重要的据点。1944年1月8日第57号。
- 跨越蒂萨河，占领特兰西瓦尼亚首府克卢日市和匈牙利主要经济、政治和行政中心塞格德市。1944年10月11日。第194号。
- 攻击匈牙利领土城市和索尔诺克大型铁路枢纽，这是敌人在蒂萨河防御的重要据点。1944年11月4日。第209号。
- 完全占领匈牙利首都布达佩斯市 - 德国通往维也纳路线上的战略重要防御中心。1945年2月13日，第277号。
- 突破了布达佩斯以西瓦特谢吉塞格山脉的德军坚固防御，在埃斯泰尔戈姆地区击败了一批德军，占领了埃斯泰尔戈姆、内斯梅、费尔谢-哈拉、塔塔等城市，并占领了超过200 个其他定居点。1945年3月25日。第308号。
- 攻克杰尔市和科马尔市 - 德国在维也纳方向防御的重要据点。1945年3月28日。第315号。
- 攻克马扎罗瓦尔城市和重要公路交汇处以及克雷姆尼察城市和火车站 - 维尔卡法特拉山脊南坡德军防御的坚固据点。1945年4月3日。第329号。
- 为了夺取马拉茨基和布鲁克的城市和重要铁路枢纽，同时方面军攻占普雷维扎和巴诺夫采城市——德军在喀尔巴阡山脉防御的坚固据点。1945年4月5日。第331号。
- 包围并击败了一支试图从维也纳向北撤退的德军，同时占领了多瑙河左岸德军防御的强大据点科尔尼堡和弗洛里德斯多夫。1945年4月15日。第337号。
- 攻克捷克斯洛伐克的亚罗梅日采市和兹诺伊莫市以及奥地利的戈拉布伦市和斯托克劳市——德国重要的通讯枢纽和坚固的防御据点。1945年5月8日。第367号。

国外奖项
- 荣誉军团勋章（美国）；
- 军团功绩勋章（__.05.1945；美国）；
- 雲麾勳章（中华民国）；
- 尹贵勋章，四级（01/24/1946，中华民国）；
- 红星勋章（__.04.1955；匈牙利）；
- 都铎·弗拉基米雷斯库勋章，四级（24.10.1969；SRR）；
- 铜星奖章（美国）；
- “战胜日本”奖章（蒙古人民共和国）；
- “罗马尼亚解放25周年”奖章（1969年3月11日）；
- “蒙古人民军建军50周年”奖章（1971年3月15日；蒙古人民共和国）。

## 回忆录
- 奉天军事指挥官的笔记，《军事历史杂志》- 1960年第1号，第51-71页。
- 塞瓦斯托波尔日记，《新世界》，1963年第8号
- 朝着第一次罢工的方向，《塞瓦斯托波尔的火热日子》辛菲罗波尔，1978- 第61-70页。
- 奉天司令官，《在中国土地上》1974年第 345-371 页。
- 罗马尼亚笔记，《军事历史杂志》，2008年第7期第50-55页，第9期第 66-69 页。
- 匈牙利笔记，《军事历史杂志》2008年第10期第70-76页，第11期第59-62页，第12期第66-69页，2009年第1期第64-67页。

## 书目
- . generals.dk.   [2022-09-24]. （原始内容存档于2022-09-24） （英语）.